# Karlstad

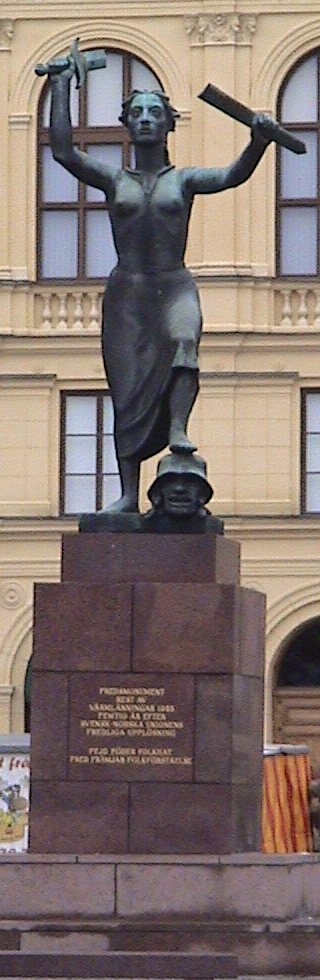
El monument de pau aixecat a la plaça major en el 50è aniversari de la dissolució del sindicat entre Noruega i Suècia.

Karlstad és un municipi a la Suècia centre-occidental amb la ciutat del mateix nom com a capital. La ciutat té 58.055 habitants i el municipi 82.096. Se li va concedir una Carta Reial el 1584. Al segle xvii era la seu d'una diòcesi de l'Església de Suècia. Avui té una universitat i un aeroport internacional menor.

## Geografia
El municipi té un terreny variable entre illes i illots i la ciutat de Karlstad s'ha construït en un delta de riu a la costa nord del llac més gran de Suècia, el llac Vänern. Té el segon port de llacs més gran al país després de Västerås.

## Història
A l'illot més gran de Karlstad, hi havia un lloc anomenat Tingvalla en l'edat medieval, que tenia arrels vikingues abans del segle xi. També s'utilitzava com a mercat.

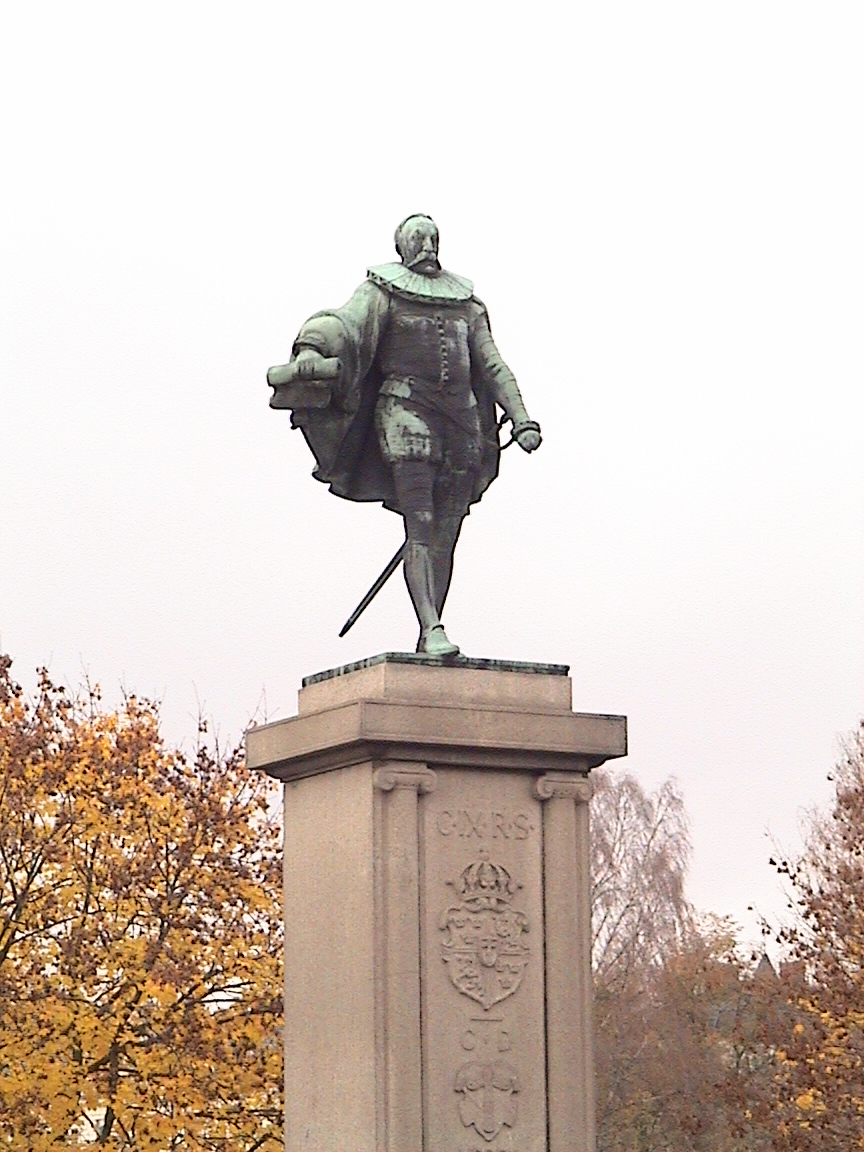
Estàtua de Carles IX a Karlstad.

Karlstad va rebre els privilegis de ser considerada ciutat el 5 de març de 1584 pel duc suec Carles, que més tard es coronaria rei i passaria a ser Carles IX de Suècia. La ciutat també va obtenir el seu nom del rei (literalment, Karlstad vol dir la ciutat de Carles). El duc també va concedir a Karlstad els drets com a capital governamental de la regió i li donà una quantitat substancial de territoris.
A més a més, el duc també va construir la seva pròpia mansió a la ciutat, que s'atribueix a Kungsgården (La mansió del Rei). En el seu lloc, Christian Haller hi va construir una catedral els anys 1724-1730.
Karlstad ha patit greus incendis quatre vegades. Després de l'últim incendi el 2 de juliol de 1865, només en romangueren l'església i unes quantes cases. Posteriorment, es reconstruí amb carrers amples envoltats d'arbres.
Karlstad és a la xarxa principal del ferrocarril que connecta Oslo, la resta de Noruega i Estocolm.

## El sol i Sola

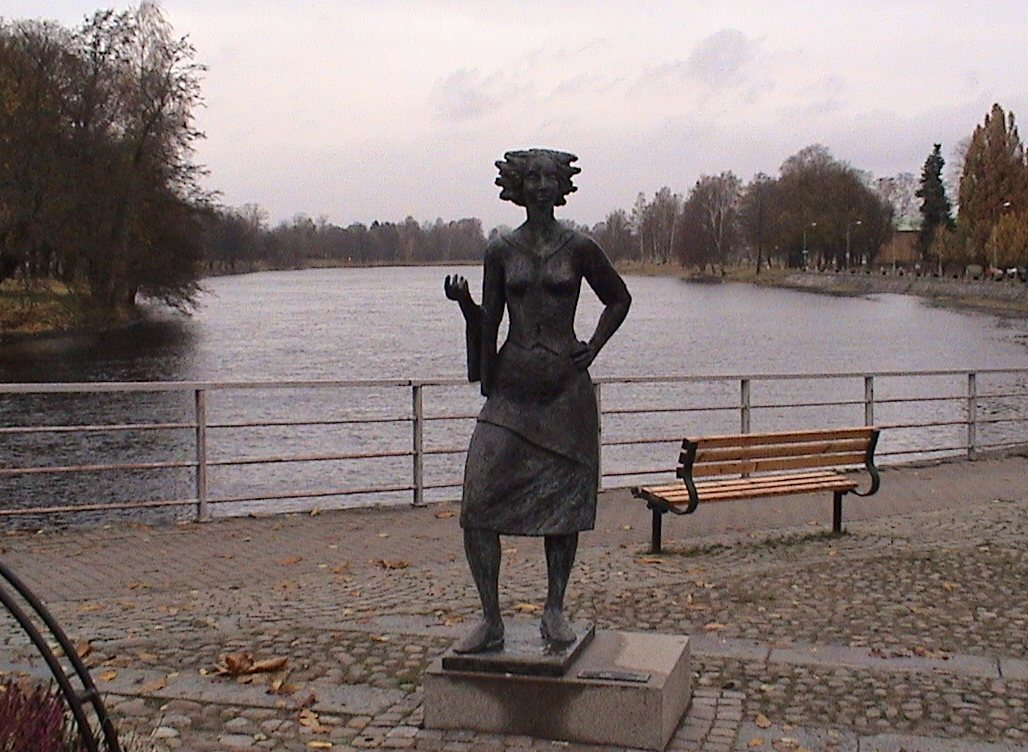
Sola i Karlstad.

Karlstad oficialment utilitza un sol com a símbol d'ençà de l'any 2000. Representa el temps assolellat de Karlstad (que sovint es considera entre les cinc ciutats amb més hores de sol per any a Suècia), així com Sola, el nom d'una cambrera famosa a Karlstad al final del segle xviii. Presumptament, també significa la calidesa dels habitants de Karlstad. Actualment, l'escut d'armes no s'utilitza en cap context oficial.

## Llocs d'interès
- Un museu de natura.
- Un museu d'història.
- Herrgård Alsters, la casa senyorial natal de Gustaf Fröding.
- La catedral construïda el 1730.
- Una pista de gel interior, expandida el 2002 per oferir els Campionats Mundials d'Hoquei sobre Gel.
- Jardins botànics.
- El pavelló maso on es mantingueren les negociacions per a la dissolució de la unió entre Suècia i Noruega el 1905.
- Una pedra rúnica: una de les quatre que hi ha a Värmland.

## geu també
- Carola Söberg